# Davor Runtić
Davor Runtić rođen je 1941. u Splitu i od djetinjstva živi u Slavoniji. Profesor je povijesti i zemljopisa. Sudionik je Domovinskog rata i slikar sa statusom slobodnog umjetnika. Davor Runtić je autor preko trideset knjiga o Domovinskom ratu. Jedan od najplodnijih pisaca i kroničara Domovinskog rata. 

## Knjige
Najpoznatije su mu knjige:
- serijal knjiga Junaci Domovinskog rata
- Domovinski Rat - rat prije rata
- Vrijeme modrih kaciga
- Od Borova Sela do Sarajevskog mira
- Vukovar i istočno bojište

Runtić primječuje, da u dijelu domaćeg tiska postoje novinari koji šire propagandu koja namjerno ruši vrijednosti Domovinskog rata.

## Vanjske poveznice
- Glas koncila, 30.08.2009 [neaktivna poveznica]
- ezdar.hr, trideseta knjiga o Domovinskom ratu